# Crocothemis sanguinolenta
Crocothemis sanguinolenta – gatunek ważki z rodziny ważkowatych (Libellulidae). Występuje w Afryce Subsaharyjskiej, gdzie jest szeroko rozpowszechniony, także na Madagaskarze, Wyspach Świętego Tomasza i Książęcej i na Półwyspie Arabskim; reliktowe populacje występują w krajach Lewantu.
W RPA imago lata od listopada do końca maja. Długość ciała 35–37 mm. Długość tylnego skrzydła 27–28 mm.